# Csia-csing kínai császár
Csia Csing (Old Summer Palace, 1760. november 13. – Csengtöi nyári rezidencia, 1820. szeptember 2.) kínai császár 1796-tól haláláig.
Csien Lung fiaként született. Édesapja 1796-os lemondása után kiáltották ki császárrá, de a főhatalom Csien Lung kezében maradt haláláig (1799), valamint korrupt főminisztere, Ho-sen is az ország élén állhatott továbbra is. Csia Csing feladatai így az első években pusztán a szertartások irányításaira korlátozódtak.
Időközben Közép- és Nyugat Kínában kirobbant az ún. Fehér-Lótusz felkelés (1796–1804). Ho-sen elnyújtotta a hadjáratot, hogy barátaival elsikkaszthasson magas háborús célú összegeket. Ennek Csien Lung 1799-es halála vetett véget: Csia Csing őrizetbe vette, és öngyilkosságra kényszerítette a minisztert. Helyette tehetséges személyeket bízott meg a hadügyek kezelésével, de még így 5 évig tartott a felkelés leverése. Ezzel párhuzamosan kalózok árasztották el Kína déli partjait, és mintegy 10 évre megbénították a kereskedelmet.
A császár igyekezett rendbe tenni a kincstár pénzügyeit, de nem bizonyult erőskezű uralkodónak. A korrupció megfékezése helyett az udvar kiadásainak csökkentését kísérelte meg, ez a terve viszont ellenérzést szült a császári család tagjai között. Mindössze annyit ért el, hogy a magas hivatalok árusításával – ellentmondásos következményekkel – elkezdte feltölteni a kincstárat. A nép vállaira nehezedő adóterhek nem lettek mérsékelve, így nem csoda, hogy 1803-ban megtámadta a csőcselék a császárt az utcán – 1813-ban pedig a palotát próbálta megrohamozni az összeesküvők egy csoportja. Csia Csing a Csing-dinasztia egyik legnépszerűtlenebb uralkodójaként fejezte be az életét 24 évnyi uralom után, 59 évesen. A trónon fia, Tao Kuang követte.